# Fortificações de Jaguarão
As Fortificações de Jaguarão localizavam-se na fronteira com o Uruguai, na cidade de Jaguarão, no estado brasileiro do Rio Grande do Sul.

## História
No contexto da Guerra contra Oribe e Rosas (1850-1852), cujas forças hostilizavam as fronteiras brasileiras desde 1842, o presidente da Província do Rio Grande, marechal Francisco José de Sousa Soares de Andréa (1781-1858), preconizou em 1848, diversas defesas fixas e guarnições militares nos principais pontos de acesso à província, como em Caçapava (Forte de D. Pedro II de Caçapava), em Chuy, em território do atual Uruguai (Forte Conde d'Eu), e em Jaguarão, o Forte Duque de Saxe.
Mais tarde, na iminência da Guerra contra Aguirre (1864), diante da perseguição movida pelos integrantes do partido "blanco" aos brasileiros, foi erguida em 1863, por determinação do então ministro da Guerra, Ângelo Muniz da Silva Ferraz, uma linha defensiva, com as obras a cargo do tenente de Estado Maior de 1ª Classe, Antônio Mascarenhas Teles de Freitas.
Jaguarão foi acometida por uma força a mando de Muñoz em 1864, tendo a população resistido com o auxílio das antigas trincheiras (SOUZA, 1885:128). O mesmo autor complementa que, em 1865, foi projetada e iniciada uma nova linha defensiva circunscrevendo a cidade, apoiando-se as suas extremidades na margem esquerda do rio Jaguarão. O brigadeiro Ricardo Jardim, durante inspeção em 1867, reprovou o projeto em seu relatório, face ao seu custo e aos inconvenientes de uma linha defensiva desse tipo, recomendando que fossem sustadas as obras e em seu lugar construído o forte projetado e iniciado pelo marechal Soares de Andréa no lugar chamado "Cerrito", nas proximidades de Jaguarão. De maneira semelhante se manifestou o coronel Sebastião Chagas, em inspeção em 1877 (op. cit., p. 128).
Compreendemos que o forte projetado e iniciado pelo marechal Soares de Andréa no "Cerrito", seja o Forte Duque de Saxe, jamais concluído. De acordo com GARRIDO (1940), em 1921 este Forte do Cerrito estava em ruínas (op. cit. p. 150).